# Tirggel

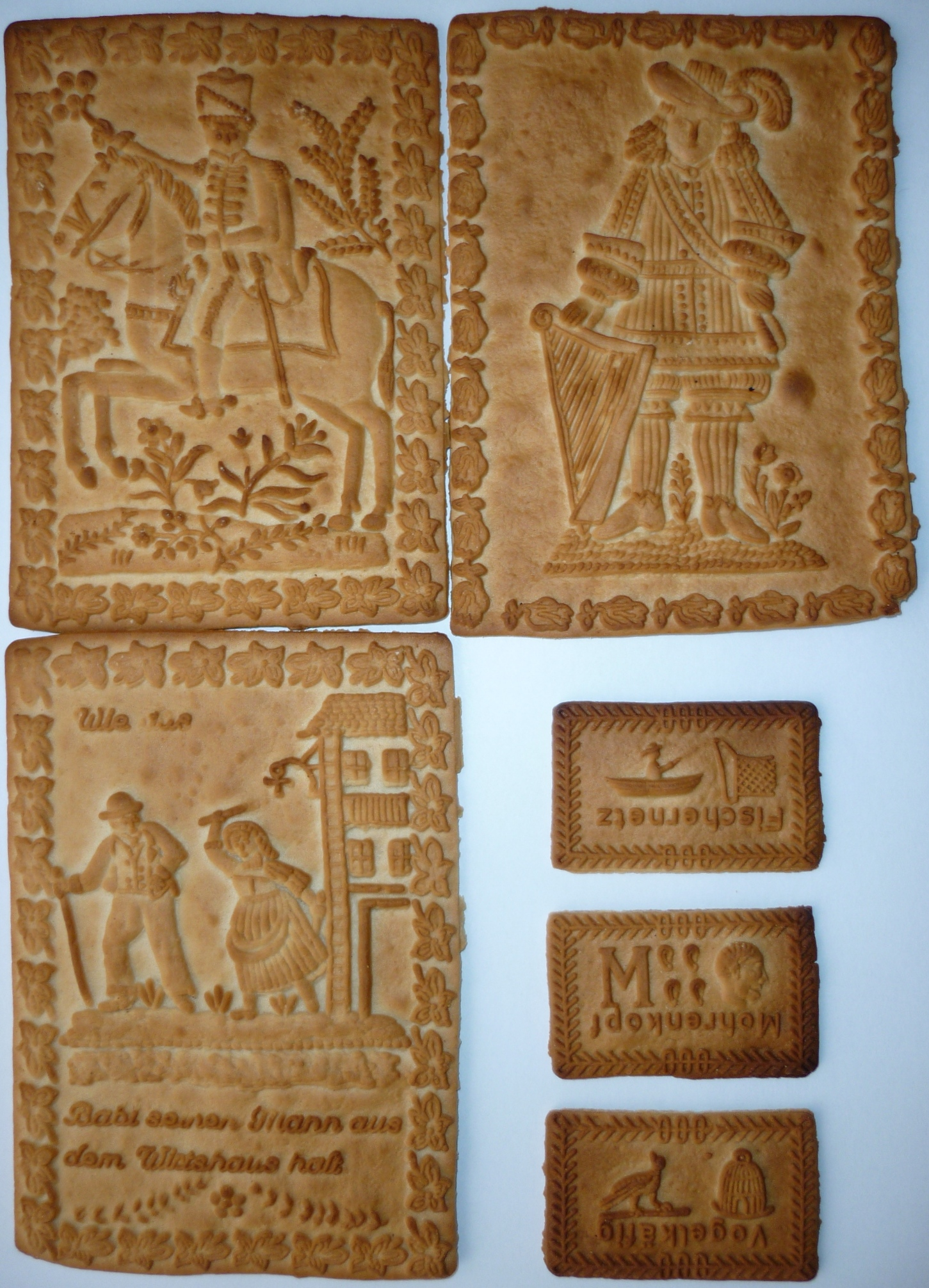
Esempi di Tirggel

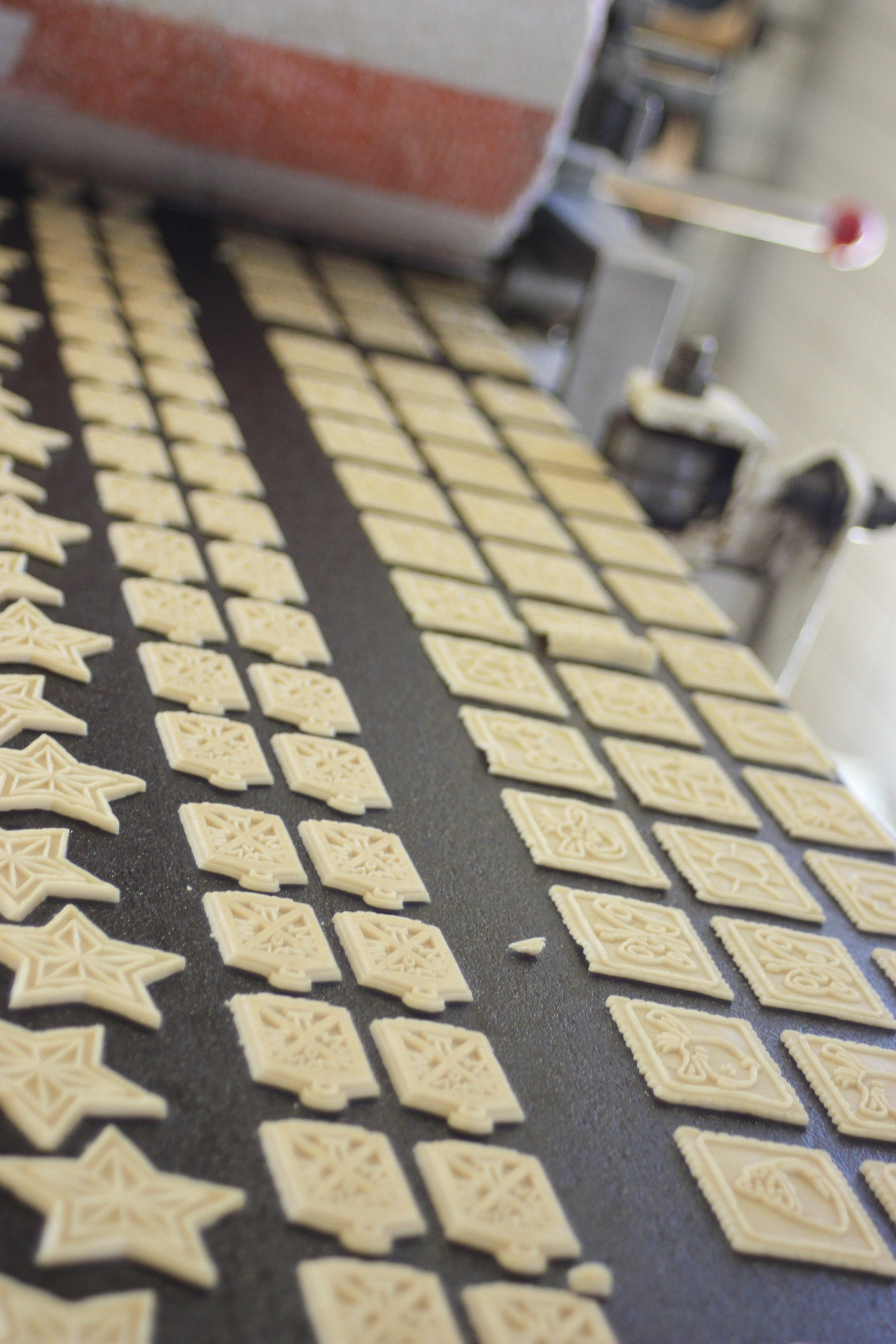
Produzione industriale di Tirggel

I Züri-Tirggel o semplicemente Tirggel sono dei biscotti tipici del Canton Zurigo, in Svizzera, a base di miele e spezie, che si caratterizzano per il fatto di essere decorati da varie figure e che erano originariamente consumati in occasione di festività (in particolare, in occasione delle festività natalizie).

## Origine del nome
Tirggel o Türggeli o Dirggel era un nome con cui si indicavano piccoli biscotti di vario genere, forniti di decorazioni.

## Storia
Le origini di questo biscotto risalgono al XV secolo.
In origine, secondo le credenze popolari, questi biscotti venivano usati per guarire dalle malattie. Nel 1460, una donna della zona di Zurigo fu murata viva dopo aver confessato di aver spezzato uno di questi biscotti.
Tra il XV e il XVI secolo, il Tirggel era considerato un bene di lusso, in quanto il suo prezzo era piuttosto alto.
Fino al 1840, il diritto di produrre Tirggel era concesso soltanto ai pasticceri della città di Zurigo. Con l'avvento del libero commercio, però, poterono produrlo anche i pasticceri delle aree periferiche.
Con la diffusione della produzione, anche i soggetti raffigurati nei Tirggel iniziarono ad essere i più svariati.

## Ingredienti (80 porzioni)
Per preparare i Tirggel, occorrono i seguenti ingredienti:
- 800 g di farina
- 800 g di miele
- 30 g di zenzero
- 30 g di cannella
- 5 g di chiodi di garofano
- 5 g di noce moscata
- acqua di rose
- pimento

## Preparazione
La cottura dura 2 minuti.